# Trypeta indica
Trypeta indica är en tvåvingeart som först beskrevs av Friedrich Georg Hendel 1915.  Trypeta indica ingår i släktet Trypeta och familjen borrflugor. Inga underarter finns listade i Catalogue of Life.